# Piduguralla
Piduguralla là một thị trấn thuộc huyện Guntur, bang Andhra Pradesh, Ấn Độ. The town is also known as Lime City of Andhra Pradesh as there are abundant reserves of lime stone.